# Curse of the Pink Panther
Curse of the Pink Panther  (PT: Maldição da Pantera/ BR: A Maldição da Pantera Cor-de-Rosa) é um filme anglo-estadunidense de 1983, do gênero comédia, co-escrito e dirigido por Blake Edwards. É o oitavo filme da série A pantera cor-de-rosa. A trilha sonora é novamente assinada por Henry Mancini, que faz um novo arranjo para a música original, usando sintetizadores.
Destaques dos filmes anteriores, David Niven, Robert Wagner e Capucine, reaparecem em participação especial. Foi o último trabalho no cinema de David Niven.
O filme foi a segunda produção realizada após a morte de Peter Sellers, o antigo astro da série. No primeiro, Trail of the Pink Panther, foram usadas fotomontagens e antigas cenas de Sellers como o Inspetor Clouseau. Desta feita houve a tentativa de relançar a série com um novo personagem, o detetive estadunidense Clifton Sleigh, igualmente incompetente e desastrado como seu antecessor. Ele é chamado à França para investigar o desaparecimento de Clouseau.

## Sinopse
O diamante Pantera Cor-de-Rosa é roubado uma vez mais e o Inspetor-Chefe Jacques Clouseau, o maior detetive da França, desaparece quando investigava o caso. O seu substituto, Charles Dreyfus, fica muito feliz com isso, mas é obrigado a solucionar o caso por pressão de todo o país, inclusive do presidente.
É sugerido a ele procurar um detetive tão bom quanto Closeau para desvendar o mistério e Dreyfus então pede a ajuda da Interpol, que lhe disponibiliza um computador para a escolha do melhor homem. Dreyfus manipula a máquina para que indique um incompetente. O escolhido é o estadunidense Sargento Clifton Sleigh, que descende de uma geração de policiais, mas é inepto e desajeitado tanto quanto Clouseau.
Várias pessoas não querem que Sleigh tenha sucesso em sua missão e começam uma série de atentados contra ele. Inclusive Dreyfus, que tinha ido para o hospital depois de um acidente provocado por Sleigh logo que se apresentaram. Seguindo as pistas, Sleigh vai investigar o antigo inimigo de Closeau, o ex-ladrão Charles Litton (conhecido pela alcunha de "Fantasma"). Esse o coloca no rastro dos ladrões do diamante, que seriam os responsáveis pelo desaparecimento do inspetor.

## Elenco principal
- Roger Moore .... Inspetor Clouseau
- David Niven .... Charles Litton
- Robert Wagner .... George
- Capucine .... Simone
- Herbert Lom .... chefe Dreyfus
- Ted Wass .... Clifton Sleigh
- André Maranne .... sargento François
- Robert Loggia .... Bruno Langlois
- Burt Kwouk .... Cato
- Joanna Lumley .... Condessa Chandra